# Jabal Birādawst
Jabal Birādawst (kurdiska: Shax-î Biradost, arabiska: جبل برادوست, kurdiska: شاخى برادۆست, Chiya-î Biradost, چياى برادۆست) är ett berg i Irak.   Det ligger i distriktet Soran, provinsen Arbil och regionen Kurdistan, i den norra delen av landet, 400 km norr om huvudstaden Bagdad.